# 4456 Mawson
4456 Mawson eller 1989 OG är en asteroid i huvudbältet som upptäcktes den 27 juli 1989 av den australiensiske astronomen Robert H. McNaught vid Siding Spring-observatoriet. Den är uppkallad efter den brittiske polarforskaren Douglas Mawson.
Asteroiden har en diameter på ungefär 7 kilometer.